# Liberyjka brązowa
Liberyjka brązowa (Liberiictis kuhni) – gatunek drapieżnego ssaka z podrodziny Mungosinae w obrębie rodziny mangustowatych (Herpestidae).

## Taksonomia
Gatunek i rodzaj po raz pierwszy zgodnie z zasadami nazewnictwa binominalnego opisał w 1958 roku brytyjski zoolog Robert William Hayman, na łamach czasopisma The Annals and Magazine of Natural History, nadając im odpowiednio nazwy Liberiictis kuhni i Liberiictis. Jako miejsce typowe odłowu holotypu Hayman wskazał Kpeaplay, w północno-wschodniej Liberii, około 6°36′N 8°30′W/6,600000 -8,500000. Jedyny przedstawiciel rodzaju liberyjka (Liberiictis).
Autorzy Illustrated Checklist of the Mammals of the World uznają ten gatunek za monotypowy.

### Etymologia
- Liberiictis: Liberia, od łac. liber, libera „wolny”; gr. ικτις iktis, ικτιδις iktidis „łasica”[2].
- kuhni: Hans–Jürg Kuhn (ur. 1934), niemiecki anatom i zoolog[2].

## Zasięg występowania
Liberyjka brązowa występuje w Wybrzeżu Kości Słoniowej i Liberii.

## Morfologia
Długość ciała (bez ogona) 43,2–46,8 cm, długość ogona 19,7–20,5 cm; masa ciała 2,3 kg.